# 交流分析
交流分析（こうりゅうぶんせき、Transactional Analysis,TA）とは、1950年代後半に、精神科医エリック・バーン(Eric Berne)によって提唱された一つの心理学パーソナリティ理論である。人格と個人の成長と変化における体系的な心理療法の理論である。応用範囲は広く、組織分野、教育分野、カウンセリング、心理療法分野の４つの適用領域で用いられる。。
- 自我状態モデルとしては、恐らく、P(Parent、親)、A(Adult、成人)、C(Child、子供)というPACモデルが最も知られており[1]、このモデルは、どのように人々が行動し表現するかということについての理解を容易にしている。
- コミュニケーションの理論としては、交流分析は、システムと組織の分析における方法にまで及んでいる[1]。
- 交流分析は、子供の発達理論も提供している[1]。
- 交流分析は、「何が問題なのか」「私はどのように人生を過ごせばよいか」といった問題に答えるための、人生脚本という概念を提唱している（ここで脚本とは、ある一人の人生である。）[1]。
- 交流分析は、幅広い精神病理学の理論をも提供している。脚本は、交流分析によれば、結果というより、むしろ苦悩、強制、自虐的行動、その他精神的障害を証明するのに有効である。
- 実用的な応用の分野では、様々な精神疾患の診断、治療の治療法として、また、個人、恋人、家族、グループへのセラピーの手法として使われている。
- 教育分野での教員のより良いコミュニケーションを図るための手法として、またカウンセリングやコンサルティングの分野、マネージメント分野、コミュニケーションの訓練、その他様々な団体によって用いられている。

## 歴史
エリック・バーンは、彼の理論を2冊の交流分析の本にて提唱した。結果として交流分析は、多くの心理学者から、通俗心理学であるとの批判を受けた。同様に交流分析は、フロイト理論から逸脱しているということで、伝統的な精神分析コミュニティからも追放された。しかし、1970年代までに、簡単で堅苦しくない言葉と人間心理モデルにより、その概念と専門用語の多くは、折衷主義的心理学者の治療におけるアプローチ方法として取り入れられた。また同じく、交流分析は、グループカウンセリングや、個人の内面に焦点をあてる結婚、家庭におけるカウンセラーにも受け入れられた。
なお、交流分析を尊重する学者は、1964年にエリック・バーンと共に研究と認可のための協会、国際交流分析協会(ITAA)を設立しており、2025年現在、団体は今も活動中である。

## 交流分析の基本的な見解
- 人はみなOKである。それゆえ、個々人は、正当性、重要性、平等性の敬意を受けることができる。
- 人はみな（僅かな例外を除いて）、A（Adult）として、考える能力を持つ。
- 人はみな、それぞれのストーリーと運命を決定する。しかしながらその決定は、変更が可能なものである。
- 子供の頃に埋め込まれた環境不適合というストーリーからの脱却は、不公平で不誠実な「今－ここ」の人生に基づいた感情、不適切、虚偽からの解放のために、求められているものである。（すなわち、子供時代の苦悩、自己への同情、他人の心理戦、強制的な行動、人生の失敗の繰り返しといったものからの解放である）
- 交流分析は、目標思考であり、問題思考ではない。
- 交流分析の基で変える目標は、自立性（子供の頃の脚本からの脱却）、自発性、親愛性、「逃避」や「受身」といった問題の解決、「進化」ではなく個人の治療、新しい選択肢を学ぶことである。

## 自我状態モデル(Parent-Adult-Child, PAC)
バーンは、精神が子供の頃の経験によって形作られるP(Parent)、A(Adult)、C(Child)の3つの自我状態があると仮定した（PACモデル）。
どのような場合においても、人は体験を行い、行動、考え、感情を混合させながら、個性を表現する。交流分析によれば、一般的に、人々は3つの自我状態のいずれかにいる。 

PACモデル（さらに分割されたもの）

- P(Parent):これは人々が、無意識のうちに両親（または親の代わりとなるもの）の行動パターンを模倣をして、行動し、感じ、思考する状態。例えば、影響力のある人が怒鳴りつけているのを見て、それが有効であると幼い頃に学んでいたら、その人も欲求不満から人を怒鳴りつけるかもしれないことが挙げられる。
- A(Adult):これは、「今－ここ」でどのようなことが起きているのかについて人々が行動し、感じ、冷静に思考する状態。この状態では、長年生きてきた大人としての人間の経験、知識が活かされ、人を行動させる。このA(Adult)の自我状態では、自身は、現実における客観的な評価の対象として見られる。
- C(Child):これは人が子供の頃にどのように振舞ったかと同じように、行動し、感じ、思考する状態。例えば、上司から怒られている人は、まるで子供の頃に行ったように、その上司を見下し、屈辱や怒りを覚えるかもしれないであろう。

また、それぞれの状態は更に分割される。親の象徴は通常、養育的な親(NP:NurturingParent)（寛容的、保護的）か、規範的な親(CP:CriticalParent)のどちらかである。子供の行動は、自由な子供(FC:FreeChild/NaturalChild)（自然奔放）か、他者順応な子供(AC:AdaptedChild)のどちらかである。それぞれの状態は、個人の行動、感情、思考において影響を与え、有益的(積極的)または、破滅的/反生産的(悲観的)になるといえる。
交流分析の自我状態をフロイトの自我(A)、イド(C)、超自我(P)と対比されることが多いが、2つの理論は異なる。交流分析の自我状態は、(1)フロイトの言う自我の説明である、(2)フロイトの仮説モデルと異なり観察が可能である。つまり、対話を行う相手の特定の自我状態は、外部からの観察によって決定することができる。また、自我状態は、それぞれの自我状態においての行動において、直接的に思考、感情、判断に対応するものではない。
自我状態は普遍的なものではない。すなわち、それぞれの自我状態は、個別にかつ明白に、個々人を表すものである。例えば、C(Child)の自我状態は、特定の人間の個性であり、一般的な子供の状態ではなく、子供の頃に作られた性格を表すものである。

### 汚染と除外

アルコール類は上からブラインドを下す効果がある

汚染とは、あるPAC状態の一つが境界を越え、他のPAC状態に侵入すること。例えば、Pとしての現実として、人が父親のルールやモットーを破り、信念が「今－ここ」の現実として受け入れられた場合。または、他人に笑われた場合である。つまり、これまでの幼い頃の体験の記憶上に、「今－ここ」に起きていることが新しい記憶として覆いつくすならば、子供の頃における一つの自我状態への影響と言えるであろう。
除外とは、PAC状態のうち１つまたは複数が締め出されること。たとえばPを除外した人は、マフィアのボスや政治家のトップだったりする。またCを除外した人は、自分の子供時代の記憶を消し去ってしまっているだろう。
またアルコールはPAC自我に対し、上から順にブラインドを下すような効果がある（退行）。そのため人は、酒を飲むとまずPが除外され、笑い上戸、泣き上戸などと人格が変化する。この状態ではAはまだ保たれているので、自分で電車に乗り自宅に帰ることができる。さらに酒を飲むと次にはAが除外され、Cは他人の助けがなくては何もできなくなってしまう。

## 交流とストローク
交流とは、コミュニケーションの流れであり、より正確には言語以外の心理的な平行に流れるコミュニケーションの流れである。交流は、明確なレベルと心理的なレベルの両方に同時に生じる。例えば、皮肉的な意図を持った、思いやりのある言葉である。本当のコミュニケーションを読み取るためには、表面と非言語の読み取りが必要となる。 
ストロークは、認知の一単位と定義されている。他者に与える認識、注意、反応であり、肯定的または否定的なものである。ストロークの主要な考えとしては、人は他者からの認識や肯定的なストロークに飢えており、それがたとえ否定的な認識であっても、人はどんな種類のストロークも求めるということである（「どんなストロークでも無いよりはまし」）。我々は、子供達のようにどのような戦略や振る舞いが私達に対してストロークを与えるか、どのようなストロークを受け取るかを試している。
こうした交流の本質は、コミュニケーションを理解する上でとても重要である。

### 相互的または補完的な交流
相互的な交流は、ベクトルが並行で、双方が相手の自我状態に話しかけているときに起こる。これらは相補交流、平行交流とも呼ばれる。
例1:
A:「レポートを書いてくれますか？」(AからAへの交流)
B:「はい。私はメールでそれを送るところですよ」(AからAへの交流)
例2:
A:「映画見に行きたい？」(CからCへの交流)
B:「行きたい！何見に行くの？」(CからCへの交流)
例3:
A:「部屋は片付いてるかい？」(PからCへの交流)
B:「分かってるよ。そのうちやるから！」(CからPへの交流)

### 交差した交流

例1a。AからAの交流へ、CからPで返答している（交錯交流）

コミュニケーションの失敗は、相手の自我状態とは異なった自我状態への話しかけ（交差交流, Crossed）によって引き起こされる。次のような例に見られる。
 例1a:

A:「レポートを書いてくれますか？」(AからAへの交流)

B:「分かってるよ。そのうちやるから！」(CからPへの交流)

これは、仕事において、問題を引き起こしそうな交錯した交流である。Aは、P(Parent)からC(Child)への交流に基づいた返事をするかもしれない。すなわち、以下のようなものである。

A:「キサマその態度はなんだ、ふざけてるとクビにするぞ」

 例2a:

A:「部屋は片付いてるかい？」(PからCへの交流)

B:「はい。私は丁度これからやるところですよ」(AからAへの交流)

これは、さらに積極的な交錯した交流であり、Bが責任感を持って行動しBとしての役割(つまりChild)を演じていないことに対して、Aは不満を持つ可能性がある。さらに会話は次のように発展するだろう。

A:「私は、あなたのそういう態度が信じられないな！」(PからCへの交流)

B:「私の言うことを少しは信じてよ！」(CからPへの交流)

この受け答えは、永遠に続くであろう。

### 裏面交流
その他に、二重構造または隠された交流（裏面的交流）がある。これは、明白な一般的会話が、明確でない心理的な交流を含んでいるものである。すなわち、以下のようなものである。

A:「物置を見に行きませんか？」

B:「私、昔から物置が大好きでたまらないの」

これは、社会的な面ではA(Adult)からA(Adult)への交流であり、心理的な面ではC(Child)からC(Child)への恋愛における交流である。

## 交流の背後にある現象

### 人生脚本
交流分析によれば、人は、とても幼い頃に、世界と自分の立場を理解しようとして、自分に対する人生の脚本を書く。その脚本は人生の中において改訂されるが、核となる話は一般的に7歳までに選ばれ決定され、大人になっても気づかないものである。
- 脚本とは、すでに予定されている人生のプランである[8]。
- 脚本は、敏感であり、決定力のあるものである。すなわち、子供の頃に知覚した世界観と、生きる目的、道徳観によって決められているものである。これは、外部的な力によって、押しつけられるものではない。
- 脚本は、両親（または、その他の影響を及ぼしやすいものや体験）によって、より強靭なものとなる。
- 脚本は自覚されていないものである[8]。
- 脚本は、どのように私達が人生を歩むか、何を求めていくかであり、そこに適合しない現実は、私達の持つ意識内のフィルターによって再定義される（または歪められる）。

### 再定義と値引き
再定義とは、我々が意図的に（かつ無意識的に）物事を我々の望むように歪める時の、現実の曲解である。これゆえ、もしある人が「冷たく厳しい世界に対して一人で生きていかなければならない」といった脚本を持っているならば、他人の優しさと労わってくれる状況を、「操作によって何かを奪うのではないか」と再定義しているかもしれない。
値引き（ディスカウント）とは「問題解決に関連する情報を気が付かずに無視すること」と定義される。自分の持つ脚本と矛盾する状況を、自分では気づかずに認知から抹消することである。何かをその価値より悪く受け止めるものである。したがって、A(Adult)の「今－ここ」での実際の問題を解決するという試みではないような代替的な反応を与えることや、証拠となるものをみないことは、彼らの脚本に矛盾するものであろう。値引きは、以下のようなものを含んでいる：受身（無気力）、過剰適合、不安、自意識の低下、怒り、暴力。
値引きとネガティブなストロークの違いを、以下に例で示す。

例1：
ストローク「あなたはその単語を間違えた。」
値引き「あなたはちゃんと単語を書けないのですね。」
例2：
ストローク「あなたがそうすると、私は嫌な気分になる。」
値引き「あなたはそうやって、私の気分を悪くさせる。」

ストロークと違い、値引きをされた場合には建設的な行動に移ることができない。値引き自体が現実を湾曲しているため、その可能性を持たないからである。

### 禁止令とドライバー
交流分析は、13の禁止令を述べている。禁止令は「～するな」と、一般的には非言語的に伝えられるメッセージで、子供の頃の信条や人生脚本組み込まれたメッセージである。
- 存在するな、自分自身であるな、自分の性であるな、子供であるな、成長するな、成功するな、重要であるな、所属するな、近づくな、健康であるな、考えるな、感じるな、（なにかを）するな
  - 加えて、エピスクリプトというものがある。「これはお前の運命なの、だから私には起こらないの」

これらに対して、子供が頻繁に「やりなさい」と、言語的に聞かされることがある。これらは禁止令に拮抗するという意味で拮抗禁止令と呼ばれる。その中の特別なものが以下の5つのドライバーである。
完璧であれ！、他人を喜ばせよ！、努力せよ！、強くあれ！、急げ！！
それゆえ、子供は以下のような判断をすることがよくある「努力してる限り、ボクは生きてていい（存在する意味がある）」
これは、どうして何らかの変化がとても難しいかを意味する。上記のようなことを守り続けるため、その人が休憩しようしてと家族とリラックスする場合、「存在するな」という脚本に組み込まれている禁止令が現れて、彼らを恐怖におとしめるのである。このような人は、彼ら自身が理解していないプレッシャーに悩まされる可能性があり、そのプレッシャーから解放され、存在意義を（子供のような方法で）正当化するために、「一生懸命すること」に再び戻るであろう。
ドライバーによる行動は、とても小さな時間軸で再現される。例えば、ドライバー行動は、5～20秒の単位で現れるのである。

## 時間の構造化
バーンは時間を構造化するニーズがあると考えた。そして、その構造化の仕方として、引きこもり、儀式、暇つぶし、活動、ゲーム、親密さを挙げている。

### 引きこもり
他人からのストロークを放棄し、ストロークの供給源を自分のうちにのみ求めるものである。ストロークの不足の解消をはかるため、内面的な空想によって、時間を構造化する。たとえば電車内では、乗客たちはみな沈黙している。

### 儀式
儀式は、社会的プログラミングに基づく、補完的（相互的）な一連の交流である。その定型性によって気遣いや労力が節約されることになる。儀式は、一般的に、相互のストロークの交換から形成される。
例えば、二人は日常的なストロークの儀式を持っている可能性がある。毎日会う度にそこでは、一方が「やあ」と言い、もう一方が、次のような儀式的なストロークを持っているかもしれない。

A:「やあ」

B:「やあ。元気？」

A:「うん、いいよ。そっちは？」

B:「うん、いいよ。じゃまた」

同じ日に彼らがまた会った時、彼らはどんなストロークも交換しないかもしれない、あるいは、単にうなづき合うだけかもしれない。
いくつかの現象は日常的な儀式と関連している:
- もしある人が、予想されているよりも少ないストロークしか交換しなかった場合、他の人は、彼が悩んでいるか、傲慢になっているかと感じるかもしれない。
- もしある人が、予想されているよりも多いストロークを交換した場合、他の人は、彼が媚びてきているか、利用するために良い関係を作ろうとしているのではと感じるかもしれない。
- もし彼らが長い間会っていなかったら、未処理のストロークが増え、それゆえ次回会ったときに、それを埋め合わせるくらいの大量なストロークを交換するかもしれない。

### 暇つぶし
無難な話題をめぐって行なわれる交流のこと。補完的（相互的）で、半儀式的である。たとえば井戸端会議などで、話す内容は、過去・過ぎ去った事項についてであり、現状・今ここについての事ではない。何かについて話すが、それに関しての行動は全く起こさない。
主な自我状態は親（P）か子供（C）。直接的な実益を伴わないものの、お互いに親密さを増すための方法の一つとなる。隠された目的はなく、一般的に同じ波長を持つもの同士で行うことができる。こうした仲間は普通、深い意図はなく、危害も加えない。

### 活動
外面的な活動によってストロークを得て時間を構造化するというもの。育児に励む母親、仕事に励む父親、受験勉強に取り組む学生など。
主な自我状態は成人（A）である。

### ゲーム
ゲームについては、後述する。ゲームは、ネガティブな全ての自我状態から起こり得て、両者がいやな感じ（ラケット感情）を経験して終わる。

### 親密さ
交流分析が理想とする、時間の構造化の形態。
- 裏面的交流（秘密のメッセージ）やゲームによって、相手を操作・搾取する事がない[13]。「あなたは私を値引かないし、私もあなたを値引かない」。
- 社会的に取り決められた儀式から自由である。
- 成人（A）の要求が尊重されるが、率直な子供（FC）が活発に働く[13]。
- 長く続く親交はまれであるが、もしそれが続くときはプライベートな関係となる。
- 型にはまる事のない、予測可能性が乏しい交流のため、人によっては雑談やゲームのほうが気楽な交流となる。

## ゲームとその分析
バーンは、一般的な反生産的社会交流を「ゲーム」の概念によって表している。

### ゲームの定義
ゲームとは補完的（相互的）、裏面的、さらに方向が予測された結果に向かう一連の交流のことである。ゲームは、しばしば終わりに向かう参加者の役割の切り替えによって表される。
ゲームは常に「値引き」のやり取りが含まれ、参加者らに対し報酬としてラケット感情が支払われる。ゲームとは反対のもの、すなわち、ゲームを終了させる方法は、参加者が報酬を受けるのを中断する方法を発見するところにあると言える。
交流分析を学ぶものは、たとえ異なった参加者が異なった役割を演じようとも、そのゲームばかりを行っている人は同じゲームを行うことを見つけている。
最初にこのようなゲームを理論づけたのは、問題に困っている参加者（白）を他の参加者（黒）が助けるという状況での「そうしたら？うん、でも」である。参加者（白）は参加者（黒）の提案の問題点を全て指摘するであろう（「うん、でも」の応答）。そしてこれは、お互いにフラストレーションが溜まり、嫌になるまで続くのである。そして、この参加者（白）が副次的に得られるものとしては、彼の問題は解決不可能であるという正当化を認めることであり、内面的変化の辛い作業を行わないことであろう。参加者（黒）にとっては、不満の溜まった殉教者のように「助けたかっただけなのに」と感じるか、さらに上を行き、軽蔑し「あの患者は非協力的だった」と感じるであろう。

### ゲームの分析
ゲームにおける一つの重要な点は、参加者の人数である。ゲームは、二人の間で手渡される（つまり、ゲームの人数は二人）、三人の間で手渡される（ゲームの人数は三人）、それ以上の人数など様々である。異なる3つの量的な変数は、ゲームを考える上でとても有効である。
- 柔軟性:参加者の現在のゲームを変える能力（つまり、彼らがゲームに使う道具）柔軟性のあるゲームにおいては、参加者は言葉から、お金や、体の一部に言葉を変化させる可能性がある。
- 粘着力:ゲームを行う参加者との粘り強さ、ゲームへの粘着力、そしてゲームを壊す抵抗力。
- 強度:易しいゲームはリラックスした形で行われる。難しいゲームは緊張し攻撃的な形で行われる。

受容度と潜在的な危害を受ける度合いに基づいて、ゲームは以下のように分類される。
- 第一度ゲーム:これは、参加者の社交のサークルの中で気軽に交流できるものである。
- 第二度ゲーム:これは、深刻な被害をもたらさないかもしれないが、参加者が受け入れにくいゲームである。
- 第三度ゲーム:これは、参加者に深刻な被害をもたらす可能性のあるゲームである。

加えて、ゲームは次のようなものに基づいて、議論される
- 目的
- 役割
- 社会的、心理的なパラダイム
- 力関係
- 参加者への強み(報酬)

### 合理的（数学的）ゲームとの対比
交流ゲーム分析は、以下の点において、合理的または数学的なゲーム分析とは根本的に異なる。
- 参加者は交流分析において、必ずしも理性のある行動は行わない。しかしながら、参加者は普段より一層、現実的な人々のように振舞う。
- 彼らの動機・目的は隠されていることがある。

### 確認されているゲーム
次のものは、エリック・バーンの書籍「Games People Play」の中で発見された、最も一般的なゲームのテーマである。
- YDYB: Why Don't You, Yes But.（そうしたら？うん、でも） - これは最初に発見されたゲームである。
- IFWY: If It Weren't For You（もしあなたのためでなかったら）
- WAHM: Why does this Always Happen to Me?（どうしていつもこうなるんだ？） - 自己成就予言
- SWYMD: See What You Made Me Do（あなたのせいだよ）
- UGMIT: You Got Me Into This（あなたが始めたんでしょ）
- LHIT: Look How Hard I've Tried（こんなに頑張っているのに）
- ITHY: I'm only Trying to Help You（あなたを良くしたいだけなんだ）
- LYAHF: Let's You and Him Fight（仲間割れ） - 三角関係

### ラケット
ラケットとは「感じられた感情」を認識するものと、実際の感情を「認めない」として目を向けない2つの行動である。
これは、より専門的に説明するならば、子供の頃に培われた、多くのストレスのある環境の中で経験された、とても馴染みのある感情であり、A(Adult)としての解決策が適応できないものである。そして、「今－ここ」の状況に適して対応できるA(Adult)の感情と反応に代わって、必ず現れるのがこれらラケットとゲームである。
次にラケットとは、「今－ここ」を考えるA(Adult)の思考よりも、子供のころに形成した脚本による行動である。そしてこの行動は、ラケット感情（幼い頃に感じ慣れた感情）を体験し、現状起こっていることを内部的に正当化するために、(1)実際の問題の解決というより、脚本に行動をあわせるために環境を操作する、(2)埋め込まれているゴールは、問題を解決するためにはさほど良く働かない、といえる。
ラケットは、子供の頃に経験した感情による行動を取り、一般的に、それらは苦しいと感じているにも関わらず、意識の外で起こるものであり、また誰かのせいで発生したと思われている。そして、その報酬は、子供の頃からの脚本である「人々はいつもボクを失望させる」という証明になり続け、いっそうその考えを強くしていくのである。 つまりラケットとゲームとは、ある環境で得たラケット感情を正当化するために使われる装置であり、結果、子供の頃の脚本はより強固なものになるといえる。
- ラケットとラケット感情における例:「なぜ私はいつも、ペテン師のようなひとに出会うのか」、「彼は、いつも私の行為を利用している」。

### ドラマの三角形

ドラマの三角形における迫害者(P)、犠牲者(V)、救出者(R)

ゲームは、カープマンのドラマの三角関係に従って分析されることがある。ゲームを行っている間、プレーヤーは迫害者、犠牲者、救出者のいずれかの役割を演じている。
- 迫害者(P)は、他人を見下す人であり、他人を一段下でOKではないと見ている（You are not OK）[15]。
- 救出者(R)もまた、他人をOKではないと見ているが、しかし一段下の人を援助しなければならないと信じている[15]。
- 犠牲者(V)は、自分自身を値引きしている人であり、迫害者と犠牲者の対象となる[15]。

三角形に登場する者はすべて、何らかの形で値引きを行っている。切り替えは、参加者に安定した役割が確立されている時に、突然役割の切り替えが行われるといえる。犠牲者が迫害者の役割にまわり、前の迫害者を犠牲者の役回りに追いやったり、救出者が突然迫害者になるものである。（「あなたは一度も私に感謝したことがない！」といったものである）

## ポップ交流分析
エリック・バーンの一般的な言葉を用いた交流分析の紹介の能力と、一般大衆の書籍市場における交流分析の大衆化は、人気のある交流分析の教材、書籍を作り流行となった。
| 【1】一緒にやっていく I am OK ，You are OK （健康な立場）     | 【2】排除する I am OK , You are not OK （偏執的・被害妄想的な立場） |
| 【3】＊＊＊からの逃避 I am not OK , You are OK （憂鬱な立場） | 【4】行き止まり I am not OK , You are not OK （不毛な立場）         |

一つのポップ交流分析の例は、構造モデルを描いた漫画である。ここでは、P(Parent)が判断し、A(Adult)が熟考し、C(Child)が感じているというように描かれている。ほとんどの真面目な交流分析の教材は、専門家より一般消費者をターゲットとしているものも含めて、この過度な簡素化を避けている。
トマス・アンソニー・ハリスの1960年代後半の最も有名な本、「I'm OK, You're OK」は、幅広く交流分析を基にしている（OK牧場）。根本的な相違といえば、バーンが全ての人の人生は、「I'm OK」というところから提唱されているのに対し、ハリスは人生は「I'm not OK, you're OK」から始まっていると述べている。多くの交流分析学者は、ハリスは交流分析学者の考えている基本理念から逸脱しているものだと見なした。

## 関連書籍
- Harris, T. A.　(1973)　 I'm OK - you're OK.
  - （ハリスT.(著)　宮崎伸治(訳)　2000　I’M OK－YOU’RE OK　幸福になる関係、壊れてゆく関係：最良の人間関係をつくる心理学　交流分析より　東京：同文書院）
- James, M. & Jongeward, D.　(1971)　Born to win: Transactional analysis with gestalt experiments.
  - （ジェイムスM.・ジョングウォードD.(著)　本明寛・織田正美・深澤道子(訳)　1976　自己実現への道：交流分析（TA）の理論と応用　東京：社会思想社）
- James, M.　()　 Breaking free.
  - （ジェイムスM.(著)　深澤道子(訳)　1984　突破への道：新しい人生のためのセルフ・リペアレンティング　東京：社会思想社）
- Jongeward, D. & James, M.　(1981)　 Winning ways in health care: Transactional analysis for effective communication.
  - （ジョングウォードD.・ジェームズM.(著)　藤田敬一郎・西元勝子（訳）　1987　ナースのための交流分析トレーニング：よりよき患者理解と自己実現をめざして　東京：医学書院）
- Goulding, M. M. & Goulding, R. L.　(1979)　Changing lives through redecision therapy. 
  - （グルーディングM.M.・グルーディングR.L.(著)　深澤道子(訳)　1980　自己実現への再決断：TA・ゲシュタルト療法入門　東京：星和書店）
- Stewart, I.　(1989)　Transactional analysis counseling in action.
  - （I.スチュアート(著)　杉村省吾・酒井敦子・本多修・柴台哲夫(訳)　1998　交流分析のカウンセリング：対人関係の心理学　東京：川島書店）
- Stewart, I.　(1992)　Eric Berne.
  - （I.スチュアート(著)　諸永好孝(訳)　1998　エリック・バーン　TA（交流分析）の誕生と発展　東京：チーム医療）
- Stewart, I. & Joines, V.　(2002)　Personality Adaptations
  - （I.スチュアート・V.ジョインズ(著)　白井幸子・繁田千恵(監訳)　2007　交流分析による人格適応論　東京：誠信書房）